# Shizhuqiao
Shizhuqiao (kinesiska: 石株桥, 石株桥乡) är en socken i Kina. Den ligger i provinsen Hunan, i den södra delen av landet, omkring 170 kilometer sydväst om provinshuvudstaden Changsha. Antalet invånare är 18087. Befolkningen består av 8 778 kvinnor och 9 309 män. Barn under 15 år utgör 27,0 %, vuxna 15-64 år 58 %, och äldre över 65 år 14,0 %.
Genomsnittlig årsnederbörd är 1 624 millimeter. Den regnigaste månaden är maj, med i genomsnitt 233 mm nederbörd, och den torraste är oktober, med 32 mm nederbörd.